# Bill Roberts (baloncestista)
William Joseph "Bill" Roberts (Fort Wayne, Indiana, 13 de marzo de 1925-DeKalb, Illinois, 23 de enero de 2016) fue un jugador de baloncesto estadounidense que disputó dos temporadas entre la BAA y la NBA, además de jugar en la PBLA, la NPBL y la ABL. Con 2,06 metros de estatura, jugaba en la posición de pívot.

## Trayectoria deportiva

### Universidad
Jugó durante su etapa universitaria con los Cowboys de la Universidad de Wyoming.

### Profesional
Comenzó su andadura profesional en la PBLA, y tras desaparecer la liga fichó por los Chicago Stags de la BAA, quienes lo traspasaron a Boston Celtics tras sólo dos partidos. Allí jugó 26 partidos en los que promedió 3,1 puntos, siendo posteriormente enviado a St. Louis Bombers, donde en su única temporada completa en el equipo, ya en la NBA, promedió 2,7 puntos por partido.
Tras la desparición del equipo, se produjo un draft de dispersión, siendo elegido por los Baltimore Bullets, quienes finalmente no contaron con él. Fichó entonces por los Louisville Alumnites de la NPBL, donde jugó una temporada en la que promedió 3,8 puntos por partido, acabando su carrera en los Scranton Miners.

#### Estadísticas en la BAA y la NBA

##### Temporada regular
| Temporada | Edad | Equipo            | Liga  | P   | TIT | MIN | TC  | TCA | %TC  | 3P | 3PA | %3P | TL  | TLA | %TL  | R.OF. | R.DEF. | REB | ASIS | ROB | TAP | PER | FP  | PTS |
| 1948-49   | 23   | TOTAL             | BAA   | 50  |     |     | 1.8 | 5.3 | .333 |    |     |     | 0.9 | 1.3 | .698 |       |        |     | 0.8  |     |     |     | 2.3 | 4.4 |
| 1948-49   | 23   | Chicago Stags     | BAA   | 2   |     |     | 0.5 | 1.5 | .333 |    |     |     | 0.0 | 0.0 |      |       |        |     | 0.0  |     |     |     | 1.0 | 1.0 |
| 1948-49   | 23   | Boston Celtics    | BAA   | 26  |     |     | 1.4 | 4.2 | .330 |    |     |     | 0.3 | 0.7 | .474 |       |        |     | 0.5  |     |     |     | 1.3 | 3.1 |
| 1948-49   | 23   | St. Louis Bombers | BAA   | 22  |     |     | 2.4 | 7.0 | .335 |    |     |     | 1.6 | 2.0 | .795 |       |        |     | 1.3  |     |     |     | 3.5 | 6.3 |
| 1949-50   | 24   | St. Louis Bombers | NBA   | 67  |     |     | 1.1 | 3.3 | .347 |    |     |     | 0.4 | 0.6 | .718 |       |        |     | 0.4  |     |     |     | 1.3 | 2.7 |
| Total     |      |                   | TOTAL | 117 |     |     | 1.4 | 4.2 | .339 |    |     |     | 0.6 | 0.9 | .706 |       |        |     | 0.6  |     |     |     | 1.7 | 3.5 |
|           |      |                   | NBA   | 67  |     |     | 1.1 | 3.3 | .347 |    |     |     | 0.4 | 0.6 | .718 |       |        |     | 0.4  |     |     |     | 1.3 | 2.7 |
|           |      |                   | BAA   | 50  |     |     | 1.8 | 5.3 | .333 |    |     |     | 0.9 | 1.3 | .698 |       |        |     | 0.8  |     |     |     | 2.3 | 4.4 |

##### Playoffs
| Temporada | Edad | Equipo            | Liga | P | MIN | TCA | TC | 3PA | 3P | TLA | TL | R.OF. | REB | ASIS | ROB | TAP | PER | FP | PTS | %TC  | %3P | %FT  | MIN | PTS  | REB | AST |
| 1948-49   | 23   | St. Louis Bombers | BAA  | 2 |     | 10  | 29 |     |    | 2   | 5  |       |     | 2    |     |     |     | 10 | 22  | .345 |     | .400 |     | 11.0 |     | 1.0 |
| Total     |      |                   | BAA  | 2 |     | 10  | 29 |     |    | 2   | 5  |       |     | 2    |     |     |     | 10 | 22  | .345 |     | .400 |     | 11.0 |     | 1.0 |